# 篠島秀雄
篠島 秀雄（しのじま ひでお、1910年1月21日 - 1975年2月11日）は、日本の実業家、サッカー選手。三菱化成工業（現在の三菱ケミカル）の社長などを歴任した。

## 来歴
栃木県上都賀郡日光町（現：日光市）出身。東京府青山師範学校附属小学校から東京高等学校尋常科、東京高等学校高等科文科乙類を経て、1928年に東京帝国大学に入学。東京帝大ではア式蹴球部に入部して主将も務めた。また、在学中の1930年（昭和5年）に開催された第9回極東選手権のサッカー日本代表に選出され、2試合に出場して優勝に貢献した。
1931年に東京帝国大学法学部を卒業して三菱鉱業（現・三菱マテリアル）に入社。1941年3月、田邊五兵衛商店（現在の田辺三菱製薬）に転じて専務取締役に就任。同年6月から1942年6月まで兵役に就いた。1945年11月、三菱化成工業（現在の三菱ケミカル）に入社。黒崎工場長、専務、副社長を経て、1964年7月、佐藤止戈夫社長の死去を受けて社長に就任。1974年5月に日本経営者団体連盟副会長に就任したが、同年4月に健康を損なったため会長に退いた。なお、1965年（昭和40年）から1975年まで日本サッカー協会の副会長を務めた。
1975年2月、東京都港区の東京都済生会中央病院で糖尿病性急性心不全のため死去。
1969年に藍綬褒章、1975年に勲一等瑞宝章を受章した他、2006年に日本サッカー殿堂へ掲額された。
『三菱ダイヤモンド・サッカー』（テレビ東京系）は、篠島が当時東京12チャンネルの番組審議委員を務めていた関係で出したアイデアを元に番組が企画されたことから、同番組の事実上の生みの親といわれている。また同番組の解説者に、大学の後輩である岡野俊一郎を起用したのも篠島の提案によるもの。
朝比奈隆は東京高等学校蹴球部の同輩（篠島は朝比奈より年下だが飛び級の結果朝比奈と同学年になった）。
なお学生時代に、篠島が後の妻となる女性に宛てて書いたラブレターを基として、篠島の生涯をまとめたものが、『君に書かずにはいられない ひとりの女性に届いた400通の恋文』（中丸美繪著、白水社）として出版されている。
長男の篠島義明は元通商産業省生活産業局長。

## 代表歴

### 出場大会
- 1930年 第9回極東選手権大会 優勝

### 試合数
- 国際Aマッチ 2試合 1得点(1930)[2]

| 日本代表 | 国際Aマッチ | 国際Aマッチ | その他 | その他 | 期間通算 | 期間通算 |
| 年       | 出場        | 得点        | 出場   | 得点   | 出場     | 得点     |
| -------- | ----------- | ----------- | ------ | ------ | -------- | -------- |
| 1930     | 2           | 1           | 0      | 0      | 2        | 1        |
| 通算     | 2           | 1           | 0      | 0      | 2        | 1        |

### 出場
| No. | 開催日         | 開催都市 | スタジアム         | 対戦相手   | 結果 | 監督     | 大会       |
| --- | -------------- | -------- | ------------------ | ---------- | ---- | -------- | ---------- |
| 1.  | 1930年05月25日 | 東京都   | 明治神宮外苑競技場 | フィリピン | ○7-2 | 鈴木重義 | 極東選手権 |
| 2.  | 1930年05月29日 | 東京都   | 明治神宮外苑競技場 | 中華民国   | △3-3 | 鈴木重義 | 極東選手権 |

### 得点数
| No. | 開催日         | 開催都市 | スタジアム         | 対戦相手 | 結果 | 大会       |
| --- | -------------- | -------- | ------------------ | -------- | ---- | ---------- |
| 1.  | 1930年05月29日 | 東京都   | 明治神宮外苑競技場 | 中華民国 | △3-3 | 極東選手権 |